# کیوکازو کودو
کیوکازو کودو (انگلیسی: Kiyokazu Kudo؛ زادهٔ ۲۱ ژوئن ۱۹۷۴) بازیکن فوتبال اهل ژاپن است.
از باشگاه‌هایی که در آن بازی کرده‌است می‌توان به باشگاه فوتبال سرزو اوساکا، باشگاه فوتبال آویسپا فوکوئوکا، و باشگاه فوتبال جوبیلو ایواتا اشاره کرد.